# 山形スバル
山形スバル（やまがたスバル）は、山形県山形市に本社を置いていたSUBARUのディーラーである。

## 沿革
- 1954年7月 - 株式会社スバル山形設立
- 1967年4月 - 山形スバル自動車株式会社設立
- 1999年10月1日 - スバル山形と山形スバル自動車が統合して、「山形スバル」が誕生[2]。
- 2009年 - 全国スバル販売店の再編により、宮城スバル自動車傘下の事業会社となる[3]。
- 2025年4月 - 東北地方のスバル販売店の再編により、スバル東北に統合[4]

## 店舗
- 本社･荒楯店 - 山形県山形市荒楯町
- 米沢店 - 山形県米沢市窪田町窪田
- 東根店 - 山形県東根市東根甲
- 新庄店 - 山形県新庄市鳥越
- 鶴岡店 - 山形県鶴岡市西新斎町
- 酒田店 - 山形県酒田市両羽町
- カースポット西田 - 山形県山形市西田
- カースポット米沢 - 山形県米沢市窪田町窪田
- カースポット鶴岡 - 山形県鶴岡市西新斎町
- カースポット酒田 - 山形県酒田市両羽町